# 희령군
희령군(熙寧君, 1412년 ~ 1465년 8월 7일(음력 7월 7일)은 조선 태종의 10남이자 서6남으로 숙의 최씨(淑儀 崔氏) 소생이다.

## 생애
이름은 타(袉)이며, 태종의 열번째 아들이자 서6남이다. 1433년(세종 15년) 희령군(熙寧君)에 봉해졌으며, 당시에 중병을 앓아 세종이 이를 가엾게 여겨 특별히 과전(科田) 1백 결(結)을 더해주었다.
1453년(단종 1년), 안평대군을 도와 수양대군과 맞서다 처형된 윤처공(尹處恭)의 집을 희령군에게 내려주라는 전지가 있었다.
1465년(세조 11년) 7월 7일 졸하였다.

## 가족 관계
- 부 : 태종(太宗)
- 모 : 숙의 최씨(淑儀 崔氏)
  - 정부인 : 순창군부인 순창 신씨(淳昌郡夫人 淳昌申氏) - 첨지(贊成) 증찬성(贈贊成) 신숙생(申淑生)의 딸
    - 소생 없음

  - 계부인 : 평산군부인 평산 신씨(平山郡夫人 平山申氏) - 군수(郡守) 신사렴(申士廉)의 딸
    - 장남 : 화성군 감(花城君 堪)
    - 며느리 : 현부인 진원 김씨 - 참판(參判) 김순재(金順載)의 딸 
      - 소생 없음

    - 며느리 : 현부인 옥산 민씨 - 목사(牧使) 민준원(閔浚源)의 딸 
      - 손자 : 창원군 혜(昌原君 潓, 1489 ~ ?)
      - 손자 : 한산부정 청(漢山副正 淸)
      - 손자 : 금계부정 종(錦溪副正 淙, 1498 ~ ?)
      - 손자 : 성천부정 유(星川副正 澑)

    - 며느리 : 현부인 광주 정씨 - 장령(掌令) 정찬우(鄭纘禹)의 딸
      - 소생 없음

    - 차남 : 영원정 배(寧原正 培)
    - 며느리 : 현부인 연안 김씨 - 현감(縣監) 김추(金秋)의 딸
      - 손녀 : 전주 이씨(1481 ~ ?) - 임지(任沚)에게 출가

    - 며느리(측실) : 노비 (이름 미상) 
      - 서손자 : 인천부수 흠(仁川副守 欽)

    - 3남 : 곡강도정 계(曲江都正 垍)
    - 며느리 : 신부인 달성 서씨 - 서일민(徐逸民)의 딸
      - 손자 : 일성부정 은손(一善副正 銀孫)
      - 손녀 : 단양 우씨 우남양(禹南陽)에게 출가